# Tule-Kaweah
El Tule-Kaweah era una de les llengües yokuts de Califòrnia.
Hi havia tres dialectes del Tule-Kaweah, Wikchamni, Yawdanchi ( Nutaa), i Bokninuwad.